# Nigga Please
Albums de Ol' Dirty Bastard
O.D.B.E.P.
(1996) The Dirty Story: The Best of Ol' Dirty Bastard
(2001)
Singles
1. Got Your Money
Sortie : 28 août 1999

Nigga Please ou N---- Please est le deuxième album studio d'Ol' Dirty Bastard, sorti le 14 septembre 1999.
Propulsé grâce au succès du single Got Your Money, en duo avec la jeune Kelis, l'album s'est classé 2e au Top R&B/Hip-Hop Albums et 10e au Billboard 200. Il a été certifié disque d'or par la Recording Industry Association of America (RIAA) le 6 décembre 1999.

## Contenu
Ol' Dirty Bastard joue sur cet album la carte de l'humour et de l'ego trip avec des textes presque improvisés sur des productions funk et rock ou encore une simple boucle de basse jouée au synthé.
Il prend des allures de Bootsy Collins et de Rick James (dont il reprend le titre Cold Blooded) sur la pochette de son album. Il reprend aussi le standard de Billie Holiday Good Morning Heartache.
Pour l'anecdote, il utilise 76 fois le terme « Nigga » dans l'album, sans compter les répétitions dans les chœurs.

## Liste des titres
| No  | Titre                                                                    | Contient un (des) sample(s) de                                                     | Durée |
| --- | ------------------------------------------------------------------------ | ---------------------------------------------------------------------------------- | ----- |
| 1.  | Recognize (featuring Chris Rock et Pharrell Williams)                    |                                                                                    | 4:24  |
| 2.  | I Can't Wait                                                             | Theme From TJ Hooker de Mark Snow                                                  | 3:59  |
| 3.  | Cold Blooded                                                             | Love Me Tender d'Elvis Presley                                                     | 3:35  |
| 4.  | Got Your Money (featuring Kelis)                                         |                                                                                    | 3:59  |
| 5.  | Rollin' Wit You                                                          |                                                                                    | 3:52  |
| 6.  | Gettin' High (featuring 12 O'Clock, LA The Darkman et Shorty Shit Stain) | You Turn Me On de LaBelle                                                          | 2:13  |
| 7.  | You Don't Want to Fuck With Me                                           |                                                                                    | 4:05  |
| 8.  | Nigga Please (featuring RZA)                                             |                                                                                    | 2:49  |
| 9.  | Dirt Dog                                                                 |                                                                                    | 3:08  |
| 10. | I Want Pussy                                                             | You've Made Me So Very Happy de Blood, Sweat and Tears                             | 2:28  |
| 11. | Good Morning Heartache (featuring Lil' Mo)                               |                                                                                    | 4:20  |
| 12. | All In Together Now                                                      | 65 Bars and a Taste of Soul de Charles Wright & the Watts 103rd Street Rhythm Band | 4:42  |
| 13. | Cracka Jack (Morceau caché)                                              |                                                                                    | 4:02  |